# Casale (Roncoferraro)
Casale è una frazione del comune di Roncoferraro, in provincia di Mantova.

## Geografia fisica
Casale è localizzato a circa 20 km dalla città di Mantova. In territorio comunale dista 7 km da Roncoferraro e 2 km da Governolo. I comuni limitrofi sono quelli di Sustinente e di Villimpenta.
Storicamente appartenne a Bonifacio di Canossa, padre della contessa Matilde.

## Monumenti e luoghi d'interesse
- "Torre Matildica". Eretta a pianta quadrata e in stile romanico, venne utilizzata per avvistamenti e stoccaggio di cereali
- Chiesa di San Biagio. Costruita in stile romanico, venne edificata a fianco della torre preesistente. Conserva al suo interno un soffitto a cassettoni e un affresco raffigurante la Via Crucis. Le due cappelle originarie di San Nicolò e San Cassiano vennero donate da Matilde di Canossa al Duomo di Mantova. Nel Settecento vennero aggiunti alla chiesa il presbiterio e l'abside. Venne consacrata da Papa Pio X.